# Empis comantis
Empis comantis är en tvåvingeart som först beskrevs av Daniel William Coquillett 1895.  Empis comantis ingår i släktet Empis och familjen dansflugor. Inga underarter finns listade i Catalogue of Life.